# پل دامت
پل دامت (انگلیسی: Paul Dummett؛ زاده ۲۶ سپتامبر ۱۹۹۱) یک بازیکن فوتبال است.